# Impatiens siamensis
Impatiens siamensis är en balsaminväxtart som beskrevs av Tatemi Shimizu. Impatiens siamensis ingår i släktet balsaminer, och familjen balsaminväxter. Inga underarter finns listade i Catalogue of Life.